# Bonne-Chièremolen
De Bonne-Chièremolen in de stad Brugge staat op de Kruisvest, aan de rand van het stadscentrum. De molen kent zijn bouwjaar in 1844 en fungeert als koren- en oliemolen.

## Geschiedenis
De molen werd in 1844 gebouwd in Olsene (Oost-Vlaanderen). Op 16 mei 1876 werd de molen verkocht aan een molenaar te Brugge, Rotsaert Edouard genaamd. In 1903 werd de Bonne-Chièremolen omvergeworpen door een hevige storm. Een gedeelte van de molen kwam in het kanaal terecht. In 1906 werd de molenwal van de oude Bonne-Chièremolen aangekocht om de molen te kunnen herbouwen. De molen staat er nu nog steeds, maar men kan hem niet bezoeken.

## Galerij

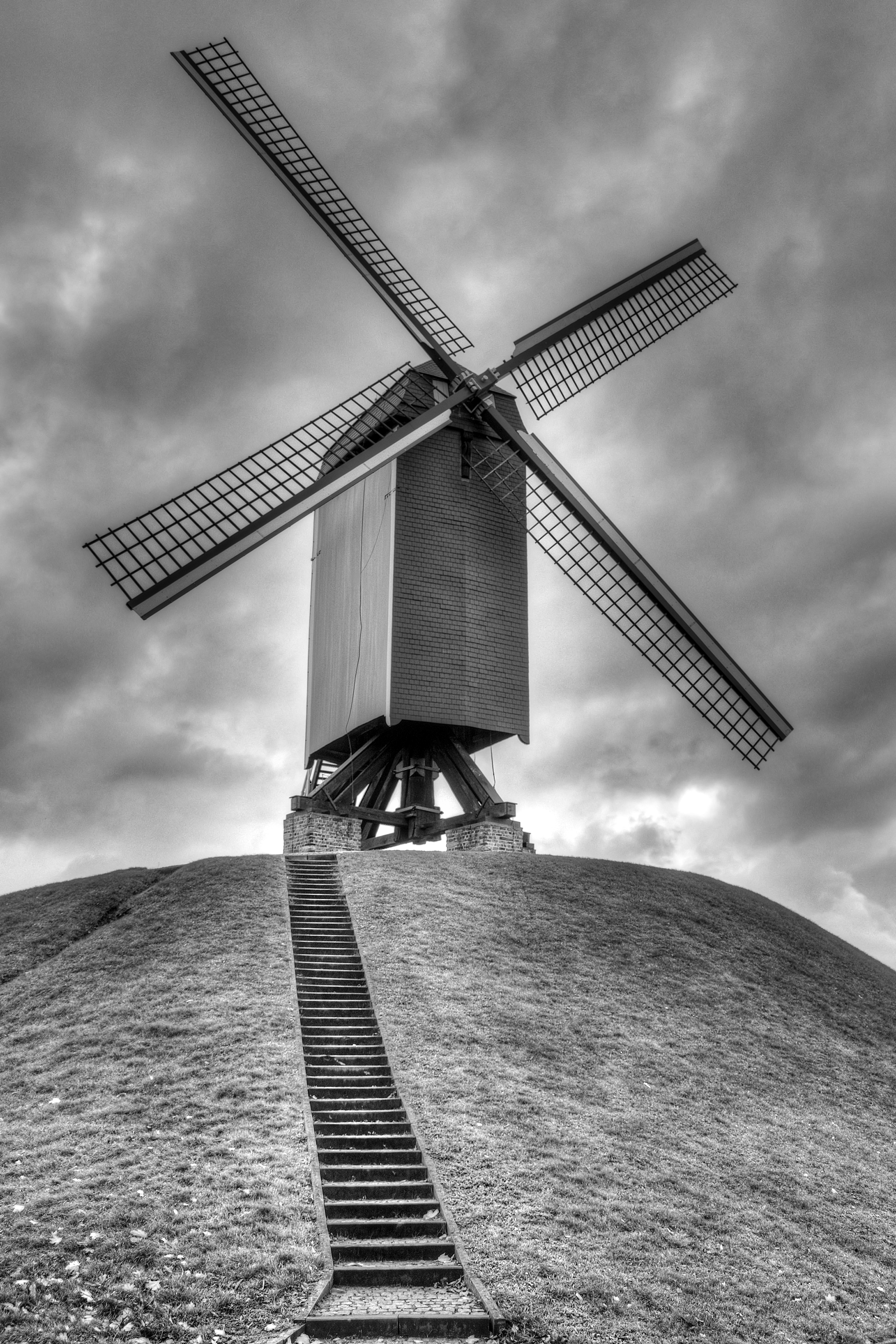
Bonne-Chièremolen
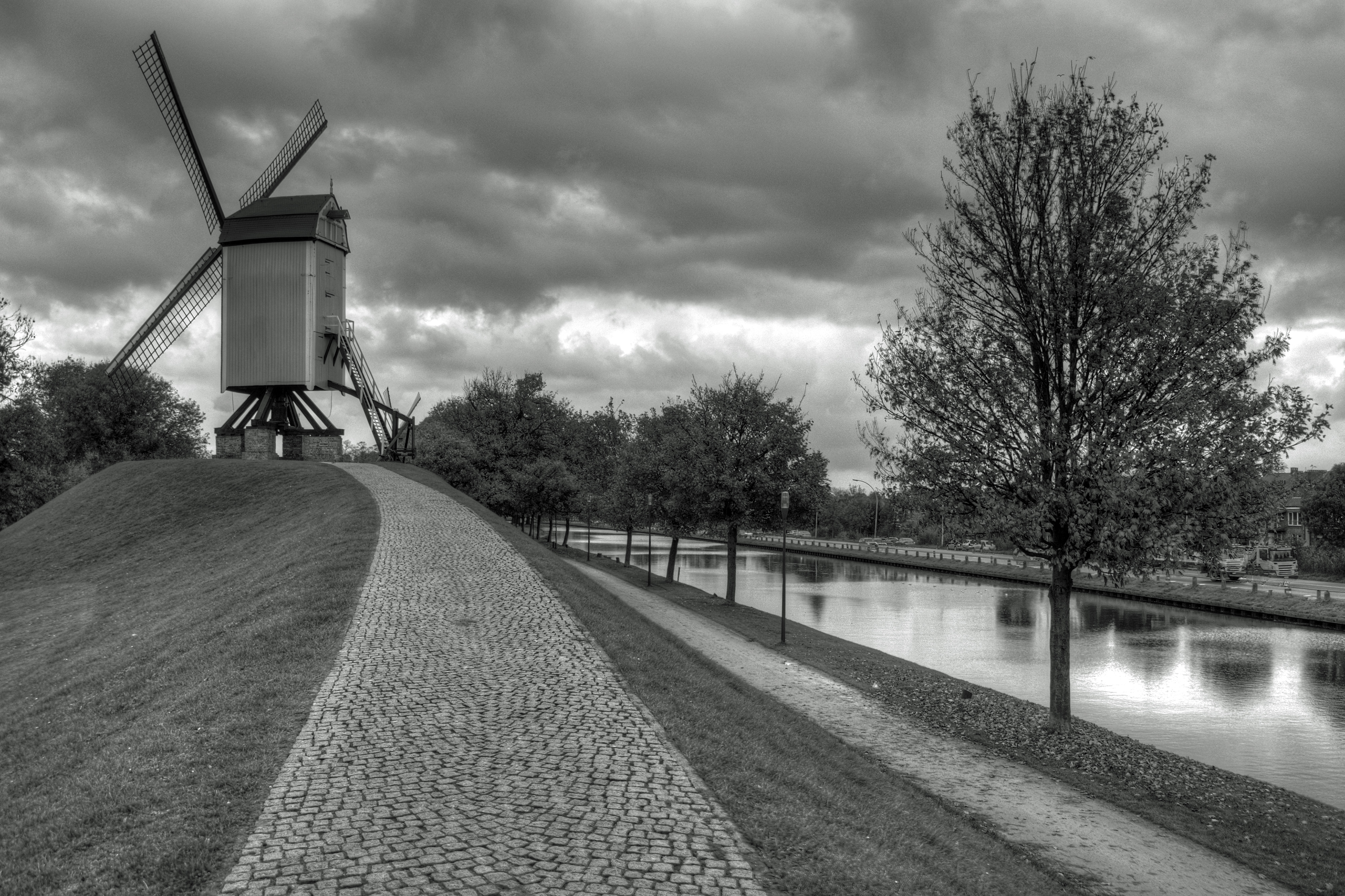
Bonne-Chièremolen

- Inventaris van het Bouwkundig Erfgoed (Vlaanderen): 83160